# فرانز شميت (لاعب كرة قدم)
فرانز شميت هو لاعب كرة قدم بيروفي، ولد في 3 مايو 2000.